# SM U-49
SM U-49 – niemiecki okręt podwodny typu U-43 zbudowany w Kaiserliche Werft w Gdańsku w latach 1914-1916. Wodowany 26 listopada 1915 roku, wszedł do służby w Cesarskiej Marynarce Wojennej 31 maja 1916 roku. Służbę rozpoczął w III Flotylli pod dowództwem kapitana Richarda Hartmanna. U-49 w czasie sześciu patroli, pod dowództwem Hartmanna, zatopił 38 statków o łącznej pojemności 86 320 BRT oraz dwa uszkodził i jeden zajął jako pryz. 
Pierwszym zatopionym statkiem był szwedzki żaglowiec „Benguela” o pojemności 688 BRT, który 28 września 1916 roku został zatopiony około 40 mil na wschód od latarni morskiej Longstone. W czasie tego samego patrolu U-49 zatopił jeszcze dwa niewielkie statki norweskie oraz 29 września zajął norweski parowiec „Haarfagre” o pojemności 566 BRT.
W czasie drugiego patrolu 8 listopada 1916 roku 50 mil na północny wschód od Przylądku Ortegal, w Portugalii, U-49 zatopił amerykański statek parowy SS „Columbian” o pojemności 8580 BRT. Statek płynął z Nowego Jorku do Geniu z transportem stali SS „Columbian” był największym statkiem zatopionym przez U-49.
27 lutego 1917 roku w czasie kolejnego patrolu u zachodnich wybrzeży Irlandii, U-49 zatopił trzy statki. Pierwszym był brytyjski żaglowiec „Galgorm Castle” o pojemności 1596 BRT płynący z Buenos Aires do Queenstown. W czasie ataku z broni maszynowej zginęło 11 członków załogi. Drugim zatopionym tego dnia statkiem był włoski parowiec „Luigino B.” o pojemności 1971 BRT. Podobnie jak trzeci zatopiony tego dnia statek brytyjski parowiec SS „Tritonia”, został zatopiony na północny wschód od wyspy Tearaght Island w grupie wysp Blasket. 
11 września 1917 roku w czasie ostatniego 8 patrolu ofiarą U-49 stał się tylko jeden statek. Był to brytyjski parowiec „Vienna” płynący z ładunkiem z Brest do Nowego Jorku. Okręt został zatopiony na Atlantyku około 340 mil na wschód od wyspy Ouessant. W wyniku ataku zginęło 25 członków załogi. 17 września 1917 roku U-49 został staranowany, a następnie zatopiony ogniem pokładowym przez okręty towarzyszące brytyjskiemu konwojowi. Wszyscy członkowie załogi zginęli.